# Blinded by the Light
Blinded by the Light er en britisk film fra 2019 og den blev instrueret af Gurinder Chadha.

## Medvirkende
- Viveik Kalra som Javed
- Kulvinder Ghir som Malik
- Meera Ganatra som Noor
- Aaron Phagura som Roops
- Dean-Charles Chapman som Mat
- Nikita Mehta som Shazia

## Trackliste
| #   | Titel | Længde |
| --- | --- | ------ |
| 1.  | "Ode To Javed/Javed's Poem – A.R. Rahman" |        |
| 2.  | "It's a Sin – Pet Shop Boys" |        |
| 3.  | "The Sun Always Shines On T.V. – a-ha" |        |
| 4.  | ""The Boss Of Us All" (dialog)" |        |
| 5.  | "Dancing In The Dark – Bruce Springsteen" |        |
| 6.  | ""You Should Be Listening To Our Music" (dialog)" |        |
| 7.  | ""I Never Knew Music Could Be Like This" (dialog)" |        |
| 8.  | "The River – Bruce Springsteen & The E Street Band (Live på Madison Square Garden, New York, NY – 21. september 1979) (tidligere ikke tilgængelig på et album)" |        |
| 9.  | ""Number One Paki Film" (dialog)" |        |
| 10. | "Badlands – Bruce Springsteen" |        |
| 11. | "Cover Me – Bruce Springsteen" |        |
| 12. | "Thunder Road– Bruce Springsteen & The E Street Band (Live på The Roxy Theater, West Hollywood, CA – 18. oktober 1975))"                                        |        |
| 13. | "Get Outta My Way Fascist Pigs – Amer Chadha-Patel" |        |
| 14. | ""Do It For Me" (dialog)" |        |
| 15. | "Prove It All Night – Bruce Springsteen" |        |
| 16. | "Hungry Heart – Bruce Springsteen" |        |
| 17. | ""You, Me and Bruce" (dialog)" |        |
| 18. | "Because The Night – Bruce Springsteen" |        |
| 19. | "Maar Chadapa – Heera" |        |
| 20. | "The Promised Land - Bruce Springsteen (Live på The National Mall, Washington, D.C. – 11. november 2014)"                                                       |        |
| 21. | "Blinded By The Light – Bruce Springsteen" |        |
| 22. | "Born To Run – Bruce Springsteen" |        |
| 23. | "I'll Stand By You – Bruce Springsteen (tidligere ikke udgivet studieoptagelse)"                                                                                |        |
| 24. | "For You My Love – A.R. Rahman (ny original sang til film)" |        |